# Гайярдо, Шарль
Жозе́ф Арно́ Шарль Гайярдо́ (фр. Joseph Arnaud Charles Gaillardot; 1814—1883) — французский врач, естествоиспытатель и археолог в Египте.

## Биография
Шарль Гайярдо родился 20 сентября 1814 года в городе Люневиль на востоке Франции в семье военного врача и геолога Шарля-Антуана Гайярдо (1774—1832).
С 1837 года Гайядро был профессором естественной истории в Каирской медицинской школе. Работал личным врачом Сулеймана-паши. Создал одну из первых карт массива Джебель-Друз. С 1854 года состоял членом Французского ботанического общества.
На протяжении двадцати лет руководил военным госпиталем в Саиде. В 1860 году оказывал помощь христианам во время массовых убийств в июле 1860 года в Сирии. Также в 1860 году путешествовал по Ливану. В 1861 году стал кавалером Ордена Почётного легиона.
В 1863 году Ш. Гайярдо был назначен главным врачом в Александрии. В 1864 году совершил поездку по Палестине. С 1875 года Шарль руководил Медицинской школой Каира.
Скончался Жозеф Арно Шарль Гайярдо 17 августа 1883 года в городе Бхамдун близ Бейрута.
Гербарий Шарля Гайярдо хранится в составе гербария Хаусскнехта в Венском университете.

## Некоторые публикации
- Gaillardot, C. Considérations sur les fièvres intermittentes. — Paris, 1836. — 24 p.

## Род и некоторые виды, названные в честь Ш. Гайярдо
- Gaillardotia Bourguignat, 1877 [= Smaragdia Issel, 1869]
- Astragalus gaillardotii Boiss., 1872 [≡ Astracantha gaillardotii (Boiss.) Podlech, 1983]
- Caucalis gaillardotii Boiss., 1872 [≡ Torilis gaillardotii (Boiss.) Drude, 1898]
- Erodium gaillardotii Boiss., 1859
- Euphorbia gaillardotii Boiss. & C.I.Blanche, 1859
- Fumaria gaillardotii Boiss., 1867
- Verbascum gaillardotii Boiss., 1859